# Chemmy Alcott
Chimene „Chemmy“ Mary Crawford-Alcott (* 10. Juli 1982 in Hove, East Sussex als Chimene Mary Alcott) ist eine ehemalige britische Skirennläuferin. Sie gilt als die beste alpine Skirennläuferin ihres Heimatlandes im 21. Jahrhundert.

## Biografie

### Skisport
Alcott begann im Alter von 18 Monaten Ski zu fahren, als sie mit ihrer Familie im französischen Ort Flaine im Winterurlaub war. Ihr erstes Rennen bestritt sie als Dreijährige. 1993 gewann Alcott die französische Dorfskimeisterschaft Étoile d’Or, 1994 wurde sie Mitglied der britischen Alpin-Juniorenmannschaft und 1995 gewann sie die Auszeichnung Sunday Times Junior Sportswoman of the Year. Im Alter von 11 bis 19 Jahren reiste sie jeden Sommer nach Neuseeland, um im Winter der Südhemisphäre zu trainieren. Ihr erstes FIS-Rennen bestritt Alcott im August 1997 am Coronet Peak in Neuseeland. Ab dem darauf folgenden Winter gehörte sie der britischen Nationalmannschaft an.
Im Sommer 1998 gewann Alcott drei Rennen des Australia New Zealand Cup, womit sie sowohl die Gesamtwertung als auch die Slalomwertung für sich entschied. Beim Europäischen Olympischen Jugendfestival 1999 in Štrbské Pleso gewann sie zwei Medaillen, Silber im Super-G und Bronze im Riesenslalom. Ihr Debüt im Weltcup folgte am 28. Dezember 1999 im Riesenslalom von Lienz, wo sie sich nicht für den zweiten Lauf qualifizieren konnte. Ihr bestes Ergebnis bei Juniorenweltmeisterschaften erzielte Alcott 2002 in Tarvisio mit Platz 4 in der Kombinationswertung. Erstmals Weltcuppunkte gewann sie am 13. Januar 2002 als 18. der Kombination von Saalbach-Hinterglemm. Dieses Ergebnis ermöglichte ihr die Teilnahme an den Olympischen Winterspielen 2002 in Salt Lake City, wo sie in der Kombination den 14. Platz belegte.
Bei den britischen Meisterschaften im französischen Tignes im März 2003 siegte Alcott in allen fünf Disziplinen. Während der Saison 2003/04 klassierte sie sich konstant in den Weltcup-Punkterängen; das beste Ergebnis war ein neunter Platz am 18. Januar 2004 in der Abfahrt von Cortina d’Ampezzo, gleichbedeutend mit ihrer ersten Top-10-Platzierung. Es handelte sich dabei um das beste Ergebnis einer Britin seit fast 32 Jahren, nach Gina Hathorns neuntem Platz im Slalom in Heavenly Valley im März 1972. Bei den Olympischen Winterspielen 2006 in Turin fuhr Alcott in der Abfahrt auf den elften Platz, was dem besten britischen Ergebnis seit 1968 entsprach. Im Kombinationswettbewerb wurde sie hingegen nach dem ersten Slalomdurchgang disqualifiziert, weil ihre Skis 0,2 mm schmaler waren als nach den FIS-Vorschriften erlaubt.
Wenige Wochen nach den Spielen starb ihre Mutter Eve unerwartet, worauf Alcott beschloss, sich eine Auszeit vom Sport zu nehmen. Sie nutzte die Pause, um die Ballenzehen an ihren Füßen operieren zu lassen, die ihr seit Jahren zu schaffen machten. Ihre Rehabilitation verzögerte sich durch einen Fußbruch um zwei auf fünf Monate. In der darauf folgenden Weltcupsaison 2006/07 konnte sich Alcott deutlich steigern und fuhr in vier Disziplinen mehrmals in die Punkteränge. Das beste Ergebnis ihrer Karriere erzielte sie am 15. Dezember 2006 mit Platz sieben in der Super-Kombination auf der Reiteralm. Vier Top-20-Ergebnisse im Riesenslalom sicherten ihre Teilnahme am Weltcupfinale in Lenzerheide, wo sie den 15. Platz belegte. Im Gegensatz dazu verlief die Saison 2007/08 unterdurchschnittlich. Zum Auftakt der Saison 2008/09 fuhr Alcott im Riesenslalom von Sölden auf den zehnten Platz. Während des Trainings für die nächsten Rennen in Kanada brach sie sich jedoch den Knöchel und musste zwei Monate pausieren.
In der Saison 2009/10 gelang Alcott ein weiteres Top-10-Ergegnis (Platz 9 in der Super-Kombination von Val-d’Isère). Bei den Olympischen Winterspielen 2010 in Vancouver platzierte sie sich dreimal im Mittelfeld. Darunter war ein elfter Platz in der Super-Kombination, womit sie ihre olympische Bestleistung von 2006 egalisierte. Im Training zu den Weltcupabfahrten von Lake Louise am 2. Dezember 2010 stürzte Alcott schwer und erlitt einen offenen Schien- und Wadenbeinbruch, worauf sie fast zwei Jahre pausieren musste. Ihr Comeback gab sie am 30. November 2012 am selben Ort mit Platz 25 in der Abfahrt. Allerdings konnte sie ihr früheres Niveau nicht mehr erreichen und platzierte sich nur sporadisch in den Punkterängen. Von 1999 bis 2013 nahm Alcott siebenmal an Weltmeisterschaften teil. Ihre besten Ergebnisse erzielte sie bei den Weltmeisterschaften 2009 in Val-d’Isère mit Platz 15 in der Abfahrt und Rang 17 in der Super-Kombination. Sie nahm auch an den Olympischen Winterspielen 2014 in Sotschi teil, wo sie in der Abfahrt den 19. und im Super-G den 23. Platz belegte. Am 25. März 2014 erklärte sie ihren Rücktritt vom Skirennsport.

### Fernsehen und Privates
Alcott war Athletenbotschafterin der Entwicklungshilfeorganisation Right To Play. Für diese sammelte sie 30.000 Dollar, als sie im Juni 2008 zusammen mit den Skirennläuferinnen Julia Mancuso und Laurenne Ross auf den Kilimandscharo stieg. Während ihrer Verletzungspause zu Beginn des Jahres 2009 war Alcott als Co-Kommentatorin bei Eurosport tätig. Zuvor war sie auf Channel 4 mit einem regelmäßigen Beitrag namens Fit to Ski zu sehen, in dem sie verschiedene Übungstechniken vorführte. Von Januar bis März 2012 nahm sie an der siebten Staffel der Eiskunstlaufshow Dancing on Ice auf ITV teil, zusammen mit dem kanadischen Eiskunstläufer Sean Rice.
Seit Juni 2014 ist Alcott mit dem früheren britischen Skirennläufer Douglas („Dougie“) Crawford verheiratet, das Paar lebt in Twickenham. Mit ihm zusammen gründete sie das alpine Skiteam CDC Performance. Es richtet sich hauptsächlich an Kinder und veranstaltet Trainingslager sowie Rennen.

## Erfolge

### Olympische Spiele
- Salt Lake City 2002: 14. Kombination, 28. Super-G, 30. Riesenslalom, 32. Abfahrt
- Turin 2006: 11. Abfahrt, 19. Super-G, 22. Riesenslalom
- Vancouver 2010: 11. Super-Kombination, 13. Abfahrt, 27. Riesenslalom
- Sotschi 2014: 19. Abfahrt, 23. Super-G

### Weltmeisterschaften
- Vail/Beaver Creek 1999: 33. Riesenslalom
- St. Anton 2001: 36. Super-G
- St. Moriz 2003: 25. Riesenslalom, 33. Abfahrt
- Santa Caterina 2005: 19. Abfahrt, 22. Super-G, 35. Riesenslalom
- Åre 2007: 27. Riesenslalom, 28. Super-G
- Val-d’Isère 2009: 15. Abfahrt, 17. Superkombination, 20. Super-G, 29. Riesenslalom
- Schladming 2013: 24. Super-G

### Weltcup
- 5 Platzierungen unter den besten zehn

### Weltcupwertungen
| Saison  | Gesamt | Gesamt | Abfahrt | Abfahrt | Super-G | Super-G | Riesenslalom | Riesenslalom | Kombination | Kombination |
| Saison  | Platz  | Punkte | Platz   | Punkte  | Platz   | Punkte  | Platz        | Punkte       | Platz       | Punkte      |
| ------- | ------ | ------ | ------- | ------- | ------- | ------- | ------------ | ------------ | ----------- | ----------- |
| 2002/03 | 115.   | 4      | –       | –       | 50.     | 4       | –            | –            | –           | –           |
| 2003/04 | 51.    | 139    | 27.     | 68      | 29.     | 50      | 39.          | 21           | –           | –           |
| 2004/05 | 78.    | 30     | 42.     | 14      | 43.     | 16      | –            | –            | –           | –           |
| 2005/06 | 60.    | 82     | 51.     | 11      | 29.     | 66      | –            | –            | 38.         | 5           |
| 2006/07 | 32.    | 249    | 27.     | 84      | 33.     | 37      | 21.          | 76           | 13.         | 52          |
| 2007/08 | 63.    | 76     | 39.     | 26      | 42.     | 9       | 28.          | 25           | 28.         | 16          |
| 2008/09 | 55.    | 117    | 38.     | 20      | 36.     | 25      | 28.          | 50           | 25.         | 22          |
| 2009/10 | 40.    | 183    | 48.     | 10      | 24.     | 76      | 26.          | 44           | 8.          | 53          |
| 2010/11 | 124.   | 4      | –       | –       | –       | –       | 44.          | 4            | –           | –           |
| 2012/13 | 104.   | 11     | 40.     | 7       | 45.     | 4       | –            | –            | –           | –           |
| 2013/14 | 110.   | 8      | –       | –       | 47.     | 8       | –            | –            | –           | –           |

### Juniorenweltmeisterschaften
- Megève 1998: 56. Slalom, 72. Riesenslalom
- Québec 2000: 21. Riesenslalom, 26. Super-G
- Verbier 2001: 8. Slalom, 18. Abfahrt, 19. Riesenslalom, 21. Super-G
- Tarvisio 2002: 4. Kombination, 12. Abfahrt, 13. Riesenslalom, 22. Slalom

### Australia New Zealand Cup
- Saison 1998: 1. Gesamtwertung, 1. Slalomwertung
- Saison 1999: 3. Slalomwertung
- 7 Podestplätze, davon 5 Siege

### Weitere Erfolge
- 1 Podestplatz im Nor-Am Cup
- 1 Sieg im South American Cup
- Europäisches Olympisches Jugendfestival 1999: 2. Super-G, 3. Riesenslalom
- 20 Siege in FIS-Rennen
- Alcott gewann folgende britische Meistertitel:
  - 6× Abfahrt (2003, 2005, 2007, 2008, 2009, 2010)
  - 5× Super-G (2001, 2003, 2007, 2008, 2009)
  - 6× Riesenslalom (2002, 2003, 2005, 2007, 2008, 2009)
  - 6× Slalom (2003, 2005, 2007, 2008, 2009, 2010)
  - 2× Super-Kombination (2009, 2010)